# Celiprolol
El celiprolol és un medicament beta bloquejant que s'utilitza pel tractament de la hipertensió. Té una farmacologia única: és un antagonista selectiu del receptor β1, però un agonista parcial del receptor β2. També és un antagonista feble del receptor α2.

## Ús mèdic
Es creu que el celiprolol proporciona beneficis clínics a les persones amb síndrome vascular d'Ehlers-Danlos, promovent la síntesi normal de col·lagen als vasos sanguinis i desplaçant la càrrega de pressió dels vasos més propensos a la dissecció i la ruptura.
El 2019, una nova aplicació de fàrmacs (NDA) per al celiprolol va ser denegada per la Food and Drug Administration (FDA) dels Estats units d'Amèrica, en lloc de demanar un assaig “adequat i ben controlat” per determinar si el celiprolol va reduir el risc d'esdeveniments clínics en pacients amb VEDS.
Va ser patentat el 1973 i aprovat per a ús mèdic el 1982.